# バフェット
バフェット（buffet）は、飛行中の機体に生ずる振動の一種。原因は失速による気流の乱れと遷音速域での衝撃波によるものに大別できる。前者は、低速かつ大きな迎角で飛行しているときに、翼が部分的に失速し始め、それによって生じる渦を伴った気流が尾翼に当たり振動を起こすものである。後者は、高速かつ小さな迎角で飛行しているときに衝撃波によって境界層が剥れ、機体に振動を起こさせる場合の2種類に分けられる。